# 质量效应2
《质量效应2》是一款由BioWare开发，艺电发行的動作角色扮演遊戲，于2010年发行于Microsoft Windows和Xbox 360平台，2011年发行于PlayStation 3平台。游戏是质量效应系列第二部作品，《质量效应》的续作。游戏设定于22世纪的银河系，人类受到一种名为收集者的類昆蟲物种的威胁。玩家扮演一名人类精锐士兵薛帕德指挥官，他/她必须建立一个忠诚的多元化团队，在自杀任务中阻止敌人。通过使用前作已通关的游戏存档，玩家可以用多种方式影响游戏故事。
BioWare更改了多个游戏元素，并进一步把重点放在第三人称射击层面，这体现在有限的弹药和可再生的生命值上。与只专注于主线故事的前作相反，开发者构建了一个支线任务强度与主线任务相当的故事。《质量效应》的作曲家杰克·沃尔继续创作《质量效应2》的音乐，旨在寻找一种更黑暗、更成熟的声音来配合游戏气氛。《质量效应2》也发行了各种可下载内容包，有单一的游戏角色服装，也有全新的剧情任务。比较有名的下载包有《霞与被盗的记忆》（Kasumi – Stolen Memory）、《霸王》（Overlord）、《影子经纪人之巢》和《降临》（Arrival）。
《质量效应2》获得了商业成功，并得到了游戏媒体的一致好评，Xbox 360版本在评论汇总网站Metacritic上的得分为96分（满分100）。评论人称赞了游戏的互动式叙事、人物塑造和战斗系统等方面。但一些评论人对游戏与前作相比简化了玩法表示担忧。游戏获得了多项年终奖，包括第14届年度互动成就奖中的年度最佳游戏以及2011年英国电影和电视艺术学院奖中的最佳游戏，经常被认为是有史以来最优秀的电子游戏之一。续作《质量效应3》于2012年发行。质量效应三部曲的复刻版《质量效应 传奇版》于2021年推出。

## 游戏玩法
《质量效应2》是一款单人動作角色扮演遊戲，玩家以第三人称视角控制薛帕德指挥官。薛帕德的性别、外观、军事背景、战斗训练和名字由玩家在游戏开始前确定。玩家可以选择从前作《质量效应》已通关的游戏存档中导入角色，或者以新角色开始游戏。导入旧角色后，玩家在前作中做出的若干决定将影响《质量效应2》的故事且玩家会得到一些起始奖励。游戏有六种角色职业供玩家选择。每种职业精通不同的技能和武器类型。例如，先锋（Vanguard）职业精于近距离作战和散彈槍，而渗透者（Infiltrator）则依赖于隐身战斗和狙击步枪。
游戏的世界是一个星系地图，玩家通过探索星系来寻找并完成任务。大部分任务包含作战任务，也有一些任务涉及到访聚集地与当地非玩家角色互动。随着故事进程的发展，游戏会解锁不同的地点和新的小队成员。玩家通过完成任务获取经验值。每当获得足够的经验，玩家会“升级”并获得一些技能点，这可用于为薛帕德及其小队成员升级技能。技能可增强战斗能力，每种技能有四个可以解锁的等级。升级每一等级需要花费与其等级相同数量的技能点。例如，解锁第一级的技能需要一个点，而解锁单个技能的所有四个等级则需十个点。将技能提升到第四级后，玩家必须将技能转化为两种给定形式中的一种。
玩家的主要交通工具是星舰，它也是薛帕德的行动基地。在星舰上，玩家可以与小队成员互动、定制自己的盔甲、前往众多星系以及扫描行星上的矿物资源。这些资源可以让玩家研究任务中发现的很多升级，提供诸如增加武器伤害、提高玩家生命值或延长星舰燃料容量等益处。玩家需要在行星上移动十字线并在示波器检测到附近资源发出警告时启动空间探测器以完成扫描工作。玩家可从定居点的商人处购买额外的升级、装备和非必需品（如杂志和星舰装饰品）。

### 战斗系统

战斗中，玩家可以暂停动作显示小队的用户界面并为小队成员选择不同的技能。敌人的生命值显示在屏幕顶端。

《质量效应》中的战斗系统为小队制，最多有两名小队成员跟随玩家战斗。玩家直接控制薛帕德，而小队成员则由游戏的人工智能控制。虽是实时战斗，但玩家也可随时暂停行动以稳定地瞄准敌人并为小队成员选择不同的技能。游戏使用类似于第三人称射击游戏的过肩镜头，并具有掩体系统，可避免在与敌人交战时受到伤害。玩家还可向小队成员下达指令，例如让他们藏在指定的掩体后面或者集火目标。
与初代《质量效应》武器长时间连续射击后会过热的设定不同，《质量效应2》的武器弹匣有限，弹匣打空后必须换弹。薛帕德和小队成员受到伤害吸收护盾的保护。在护盾被完全摧毁后，进一步的伤害会导致生命值降低。在玩家未着火时，其护盾和生命值会在短时间内自动再生。玩家可使用群体复活（Unity）技能复活倒下的小队成员。但如果薛帕德本人死亡，玩家必须从上一个存档点再次开始游戏。
所有敌人都受到生命值、护盾、护甲、屏障或上述组合的保护。每种类型的保护都有其自身弱点。例如，护甲通常易受焚烧类技能（它会随着时间推移燃烧敌人）以及狙击步枪和重型手枪等低射速武器的影响。相比之下，护盾则容易受到过载以及冲锋枪和突击步枪等速射武器的伤害。屏障通常用于头目类敌人，易受某些武器和技能的伤害。当敌人的护盾、护甲或屏障全部耗尽时，玩家可使用牵引（Pull）等状态效果技能，暂时将目标悬浮在空中，使他们失去行动能力。其他技能可能暂时使玩家受益，如肾上腺素冲击（Adrenaline Rush）使玩家进入子弹时间。技能不需要任何消耗性资源，只有一个全局刷新时间段。

### 对话与道德系统
在与角色对话时，游戏采用了一种径向控制菜单，称为对话轮，玩家的对话选项位于对话轮的各个方向。对话轮的左侧选项通常会引发深入的对话，右侧选项倾向于结束对话。顶部的回答通常更加礼貌与无私，而底部的回应更具攻击性和敌意。游戏还引入了上下文敏感中断系统，玩家可在特定时间通过直接操作打断对话。对话选择会影响其他人对薛帕德的反应、完成任务的回报、商人可能给予的折扣、恋爱关系以及最重要的指挥官道德系统。
道德系统由楷模值（魅力）和叛逆值（恐吓）来衡量。这些值可使玩家解锁特殊的楷模和叛逆对话选项，对游戏剧情产生重大影响。例如，游戏有一些获得小队忠诚度的任务。玩家在这些任务中所做的事情将决定是否能获得小队成员的忠诚度，这反过来将解锁一种特殊的技能，并有助于最终决战。结局的方式从全员存活到全员死亡（包括薛帕德）以及介于两者之间的所有可能。游戏通关后解锁二周目选项，玩家可使用与他们通关游戏相同的角色重玩游戏。

## 剧情

### 设定与角色
《质量效应》设定于22世纪的银河系，质量中继器（Mass Relay）的发现使星际旅行成为可能，这一公共交通设施据信由一个已灭绝的外星种族──普洛仙（Prothean）建造。联合政府机构神堡议会（Citadel Council）控制了银河系的大部分地区，负责维护银河系各种族的法律与秩序。属于神堡议会的种族有人类、阿莎丽（Asari）、赛拉睿（Salarian）和突锐（Turian）。游戏中出现的其他外星种族包括爬虫人克洛根（Krogan）和德雷尔（Drell），身着防护服的奎利（Quarian）以及与其敌对的网络人工智能桀斯（Geth）等。在前作《质量效应》故事中，一支桀斯军队试图为收割者（Reaper）开辟门户，后者是一种由合成有机星舰组成的高度先进的机械种族，据信每过五万年消灭一切有机文明。从那时起，银河社区就生活在对另一种可能的入侵的恐惧之中。与此同时，一个名为塞伯鲁斯（Cerberus）的人类至上主义组织认为，人类应该在银河社区发挥更大的作用，并支持这样的原则：任何推动人类地位提升的方法都是完全合理的，包括非法实验和恐怖活动。
游戏主角是薛帕德指挥官，一名精锐的人类士兵，诺曼底号（SSV Normandy）和诺曼底SR-2号（Normandy SR-2）星舰的指挥官。薛帕德的小队成员包括人类塞伯鲁斯操作员雅各布·泰勒（Jacob Taylor），人类塞伯鲁斯特工米兰达·罗森（Miranda Lawson），赛拉睿科学家莫丁·索勒斯（Mordin Solus），突锐警员盖拉斯·瓦卡里安（Garrus Vakarian），人类罪犯杰克（Jack），基因改造的克罗根士兵古朗特（Grunt），奎利工程师塔莉'佐拉（Tali'Zorah），德雷尔刺客塞恩·克里奥斯（Thane Krios），阿莎丽惩恶使萨马拉（Samara）或萨马拉的连环杀手女儿莫琳斯（Morinth），桀斯移动平台军团（Legion）、老佣兵萨伊德·马桑尼（Zaeed Massani）和女盗贼后藤霞（Kasumi Goto）（兩者皆爲DLC人物）。其他角色包括诺曼底号的飞行员杰夫·“Joker”·莫罗（Jeff "Joker" Moreau）、塞伯鲁斯领导人幻影人（Illusive Man）和诺曼底SR-2号的增强型防御智能，又名EDI。

### 故事
2183年，前作事件发生后不久，诺曼底号在一次针对桀斯部队的巡逻时遭到不名飞船袭击，船员被迫放弃诺曼底号。薛帕德将Joker推入最后一个逃生舱，然后因飞船爆炸被抛向太空。太空服破裂后，薛帕德被拉入附近行星的轨道，因窒息死亡。他/她的身体被塞伯鲁斯收回，后者开始了“拉撒路计划”（Lazarus Project），其唯一目的是让薛帕德起死回生。两年后，薛帕德在手术台上复活，并在雅各布·泰勒和米兰达·罗森的陪同下逃离了这个遭自己的机械守卫袭击的研究站。薛帕德被带到幻影人面前，后者透露有数个人类殖民地的居民消失在了银河系中。现为塞伯鲁斯工作的薛帕德被派去调查最近遭到袭击的殖民地，在那里他/她发现了一些线索，表明收割者正通过一种名为收集者（Collector）的类昆虫物种作为代理人运作。
幻影人解释道，收集者居住在欧米伽4号中继器后面，去往那里的飞船从来没有返回过，他让薛帕德组建一个团队来阻止他们。薛帕德还获得了一艘新的星舰“诺曼底SR-2号”的指挥权，由Joker再次任驾驶员，并配备了一个名为EDI的舰载AI。薛帕德招募了莫丁·索罗斯以及前小队成员盖拉斯·瓦卡里安、杰克和古朗特（可选），幻影人告诉他/她另一个人类殖民地正在受到攻击。凭借着莫丁对收集者的生物学研究，薛帕德防守殖民地，但大部分人还是被抓走。薛帕德可以招募前小队成员塔莉'佐拉、塞恩·克里奥斯、萨马拉（后来可选择由莫琳斯取代），之后他前往调查一个据称已关闭的收集者飞船。在那里，薛帕德得知收集者最初是普洛仙人，后来变成了收割者的奴隶。在EDI的帮助下，薛帕德还发现了绕过欧米伽4号中继器的方法，之后遭到收割者的伏击。小队最终脱逃，薛帕德此前了解到这次事件是一个陷阱，导致他/她与幻影人的关系比较紧张。
薛帕德前往一个废弃的收割者飞船，取得了安全穿越欧米伽4号中继器所需的敵友識別系統（IFF）。薛帕德还得到了一个关闭的桀斯，如果被激活，他将以“军团”为名加入小队。薛帕德和小队乘穿梭机离开，同时诺曼底SR-2号将IFF整合到系统中。收集者在此时登上了飞船。只有Joker没有被抓获，他在EDI的帮助下保护了诺曼底SR-2号。薛帕德及小队返回后，使用欧米伽4号中继器到达位于银河系中心的收集者基地。小队救出了幸存的舰员并打通前往中央房间的道路。小队成员的存活或死亡取决于诺曼底SR-2号的升级、小队成员对薛帕德的忠诚与否，以及他们在最终决战关卡中所分配到的特殊战斗职责。
在中央房间，薛帕德发现收集者一直在建造一个由被绑架的殖民地人类的遗传物质制成的新的人类收割者。薛帕德摧毁了为它供电的机器并准备摧毁收集器基地。而幻影人建议用定时的放射线脉冲对基地进行消毒，以便未来用它对抗收割者。做出决定后，薛帕德摧毁了被唤醒的人类收割者，并与幸存的小队成员逃脱。如果最后没有一个小队成员幸存，那么薛帕德就无法逃脱并会死亡。回到诺曼底SR-2号，在最后一次与幻影人交谈后，薛帕德決定跟幻影人劃清界綫，之後他与货舱中的幸存者见面。Joker向他/她出示了收割者原理图。最后的场景中，收割者在黑暗空间醒来并降临银河系。

## 开发

### 游戏设计

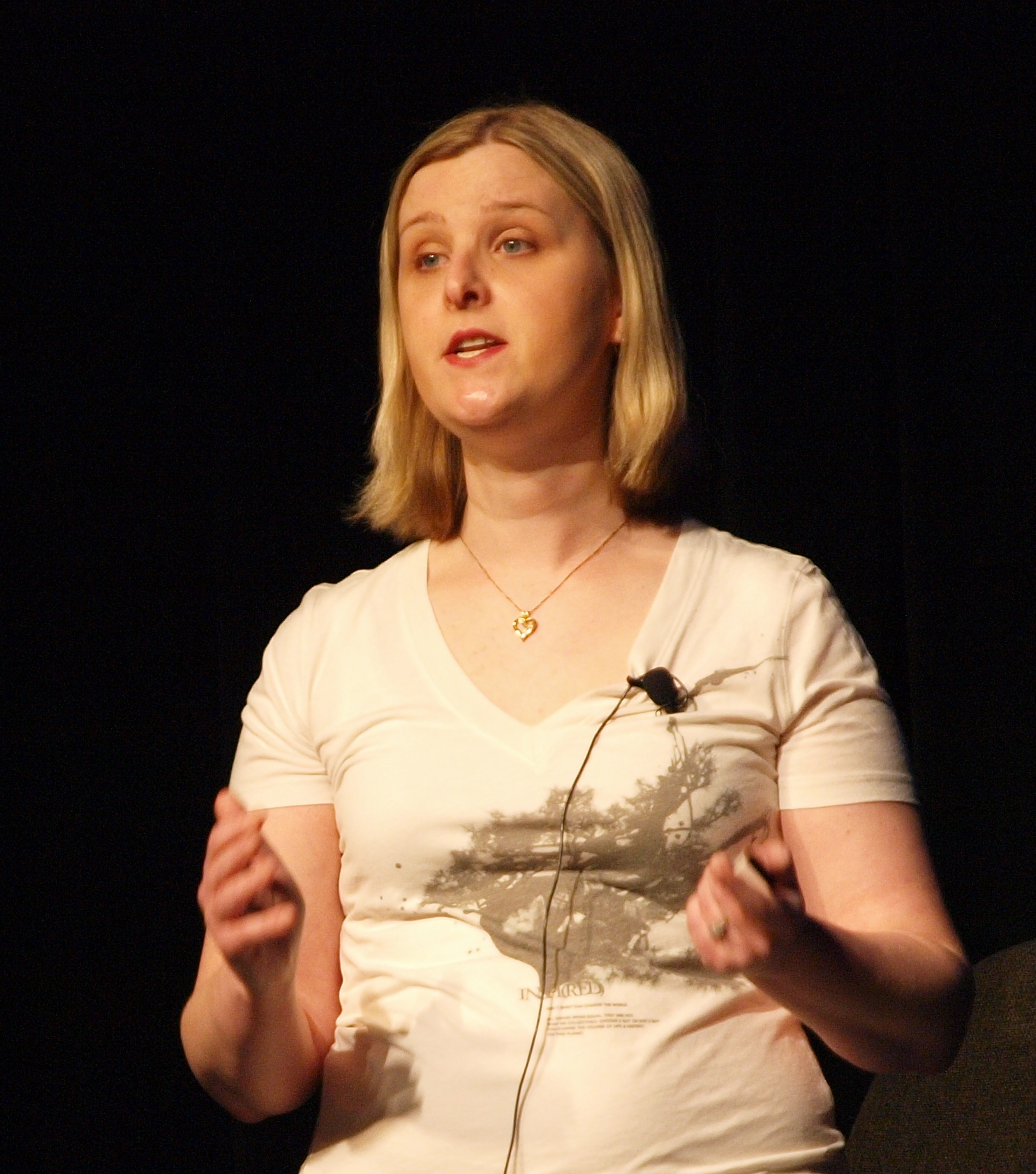
首席游戏性设计师克里斯蒂娜·诺曼，2010年游戏开发者大会

《质量效应2》由BioWare开发，前作《质量效应》总监凯西·哈德森继续监制。在实际制作开始前，BioWare根据粉丝、评测员和内部人员的反馈建立了一系列目标。公司的主要目标是“少点游戏性，多点体验性。”与前作专注主线故事相反，哈德森解释到BioWare对支线故事和与主线故事一样重要的情节感兴趣，并决定了招募角色并让其忠于玩家的想法，这样他们就可以在自杀任务中幸存下来，最终可探索这些可能性。他指出，“有趣的是，人们会说‘除了召集舰员，建立团队并为这项任务做好准备外，并没有多少故事。’但这就是故事。”
在开发的第一阶段，设计师的首要任务仅仅是精简和完善射击层面，在此过程完成之前，不会添加RPG元素。根据首席设计师克里斯蒂娜·诺曼（Christina Norman）的说法，“我们想要更令人满意的战斗，其中很大一部分就是让武器在第一级变得更加准确和强大──基本上就是说‘让RPG脱离射击’。”由于BioWare没有射击游戏的经验，团队花了大约三个月的时间，使用初代《质量效应》作为基础调整战斗系统的运作。镜头经过改进，聚焦更加精确，其中包括类似爆头的特定身体部位聚焦。诺曼解释道，他们希望武器拥有自己的标识，指出游戏的最终版本有19个武器，108个调整变量。有限的弹药最初不是游戏设计的一部分，只是为了一些早期的游戏测试而实现。但开发人员最终认为它改善了战斗的紧张感和节奏。
团队优先选择实时游戏玩法，重点在武器和掩体，因为团队觉得不断暂停选择技能会打断战斗的强度。因此，用户界面增加了更多选项以分配不同能力，供实时系统使用。开发人员还决定引入再生生命值，因为它防止了玩家游玩不规律并依赖急救包。诺曼评论道过度简化RPG元素并不重要，但仍需要使它们更容易使用。她解释道，初代《质量效应》提供了“太多的选择，而这些选择并没有特别影响到游戏。在《质量效应2》中，升级选项被削减并有更多说明。”对于角色职业，开发人员希望创建非常不同的游戏风格，“即使意味着削减一些可能的选择”。自早期系统使用以来，技能与统一刷新时间段相平衡，可以按顺序使用，被认为使战斗变得“荒谬以及容易结束”。
敌人的优劣势与不同类型生命条的一致性使玩家无需估计他们在对抗新敌人时将面临何种挑战。游戏的平视显示器在开发过程中经过八次修改。由于初代《质量效应》的库存管理系统受到批评，为《质量效应2》设计新的库存系统是开发的主要关注点之一。理想情况下，库存需要能够简单地处理大量角色。诺曼花时间研究了其他RPG游戏的各种库存系统，但没有一种可用于支持游戏的大量角色。最终，团队选择将其替换为一组不同的系统，这些系统提供相同的功能而无需任何管理。这个概念使角色使用武器时不会将其从其他角色手中拿走。
初代《质量效应》中的行星探索彻底翻新。设计师选择建造独特而有趣的地方，而不是建造大片荒芜的景观，目标是鼓励玩家通过改变他们对能找到的东西的期望来继续探索银河系。最初，开发人员尝试打造一种比前作更加灵活的能导航行星地带的车辆。但车辆最终从游戏的最终版本中移除。前作特色的上下文敏感中断系统继续在本作中使用，将对话与其他行动更好地融合在一起。故事节奏也得到改善，开发人员希望让玩家更快地参与行动。

### 制作
因为质量效应系列从一开始就被设想为三部曲，所以在《质量效应》发行之前《质量效应2》的开发工作就开始了。游戏最初是专为Microsoft Windows和Xbox 360平台开发，工作量均等。因此，游戏的每个版本都有不同的用户界面和控制方法。与前作相同，《质量效应2》使用Epic Games的虚幻引擎3构建，并与BioWare专为《质量效应》游戏开发的框架结合。由于《质量效应》的大多数技术都已在初代游戏中开发出来，因此开发团队专注于添加大量新内容并完善新功能，而不是从头开始创建。这些技术改进包括对内存管理、纹理、帧率和照明场景的改进。根据哈德森的说法，“实际上我想不出游戏还有哪个方面没有经过大修，并能做得更好。”
90名配音员参与了《质量效应2》的声音录制，他们配了546个角色以及2万5千多句对话。游戏的录音时间是《质量效应》的两倍。虚幻引擎3的Matinee工具已集成到BioWare自己的数字化表演和对话技术中，允许开发人员在过场动画中为角色制作动画。正如哈德森所说，“我们的编剧写了一个对话编辑器，当你与角色对话时，你最终会看到Matinee的不同部分在组合中发挥作用，它们以这种方式融为一体。”另一种虚幻引擎3技术Kismet用于编写敌人回应某个动作的方式。由于游戏的程序员在初代《质量效应》游戏中使用虚幻引擎3后已经熟悉，所以他们并不觉得需要不断与Epic Games沟通以获得支持。
《质量效应2》主要由BioWare的埃德蒙顿工作室开发，2009年3月，一个30人的新团队准备在EA蒙特利尔工作以协助已经投入开发的团队。新团队中有一些参与初代游戏的人，但大多数是新员工。总体而言，《质量效应2》的开发时间大约两年，150多人参与了游戏开发。哈德森提到了两个干扰开发的重大挑战：2008至2012年的全球经济衰退限制了游戏的预算，团队必须完成工作且不影响他们的雄心壮志。此外，由于2009年流感的流行，团队一部分核心成员在开发过程的最后几个月生病了，造成一人一年的工作量的损失。尽管存在这些因素，哈德森还是称《质量效应2》的开发成功地“按时、按预算并超出质量目标的完成”。
最初，BioWare否认正开发PlayStation 3版本。但据报道，游戏的Microsoft Windows版本中有PlayStation 3的代码。BioWare回应到虚幻引擎3是跨平台的，所以它包含PlayStation 3的代码。最终，《质量效应2》的PlayStation 3版本比Microsoft Windows和Xbox 360版本晚一年发行。PlayStation 3版本使用虚幻引擎3的修改版本，称为“质量效应3”引擎。BioWare会将此引擎用于即将到来的《质量效应3》。在这个更新的版本中，角色模型略有改进，控制系统更新以支持PlayStation 3控制器。此外还添加了一个切换回Xbox 360控件布局的选项。

### 音乐

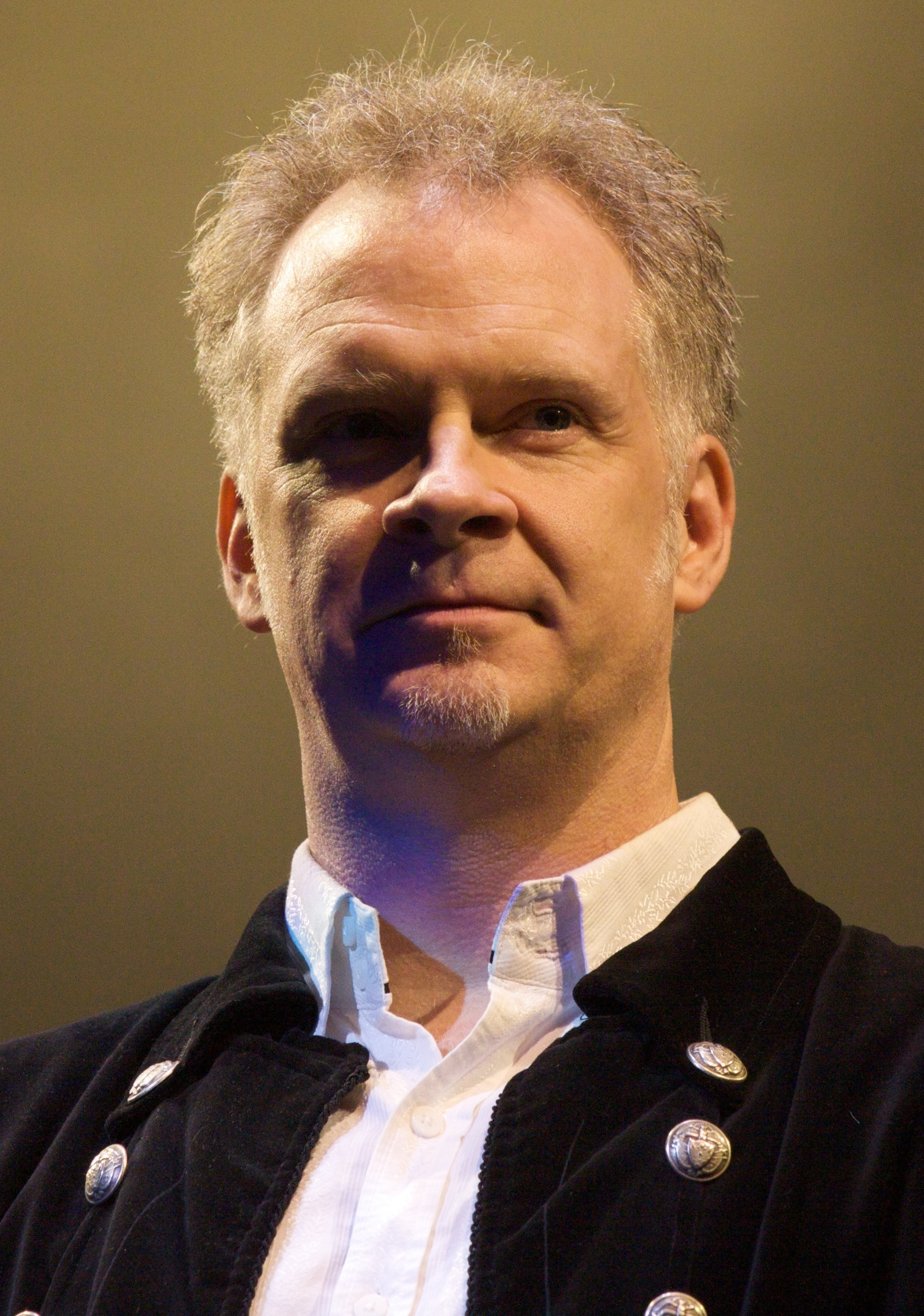
杰克·沃尔回归继续创作《质量效应2》的音乐，目标放在更黑暗、更成熟的声音上，以配合游戏气氛。

《质量效应2》的音乐主要由杰克·沃尔创作。他之前曾为BioWare的《翡翠帝国》和《质量效应》作曲。配音还包括山姆·哈利克（Sam Hulick）、大卫·凯特（David Kates）和吉米·辛森（Jimmy Hinson）的一些作品，以及布莱恩·迪多梅尼科（Brian DiDomenico）的额外编辑和游戏嵌入。与《质量效应》初代不同，作曲家的目标是使用更黑暗、更成熟的声音来配合游戏气氛。音乐融合了管弦乐和经典科幻乐曲，后者灵感来自于1982年电影《银翼杀手》的配乐和德国電子音樂乐团橘夢樂團的音乐。温蒂·卡洛斯《電子世界爭霸戰》的谐波结构也对配乐有重大影响。为了完善每个角色，作曲家为他们配了个人主题曲，以传达角色的个性和背景。根据·凯特的说法，“我们的任务之一是打造能表达各种情感的动态配乐。”
曾为五款极品飞车系列游戏作曲的电子游戏音乐作曲家萨奇·卡斯卡斯（Saki Kaskas）创作了歌曲《Callista》，用作游戏中来世俱乐部（Afterlife Club）的主题曲。游戏中的音乐已在多张专辑中发布。BioWare于2010年1月19日发布了主原声专辑，《质量效应2：原创电子游戏配乐》（Mass Effect 2: Original Videogame Score）。该原声带有2张唱片和27首曲目，持续时间为1:55:43。《质量效应2》的配乐被提名为2011年英国电影和电视艺术学院奖的最佳原创音乐以及第九届年度游戏音响网络公会奖的最佳原声专辑。

## 营销与发行
《质量效应2》于2009年3月17日在游戏开发者大会上正式亮相，一同公布的还有宣布薛帕德阵亡的预告片。游戏将发行于Microsoft Windows和Xbox 360平台。2009年6月，游戏于E3电子娱乐展上展出，确认薛帕德在《质量效应2》中存活并可玩，但可能会在游戏结局死去。玩家如果在特定零售商处预订游戏，则可获得特殊物品，如游戏内盔甲和武器。玩家可将特别标记的胡椒博士集團产品的代码兑成三件头盔中的一件，以及将《龙腾世纪：起源》的注册副本的代码兑换为一件新盔甲。在游戏发布前的几个月里，BioWare发布最终电影化预告片并推出由诺曼讲述的六种职业的预告片。
《质量效应2》最初于2010年1月26日在北美发行，2010年1月29日在欧洲发行，面向Microsoft Windows和Xbox 360平台。游戏以多个版本发行，除标准版外，还有数字豪华版和收藏版可供购买。收藏版具有不同的包装，内含画册、游戏内奖励、幕后DVD，以及《质量效应：救赎》漫画系列的一期。在游戏发行的第一周，EA向全球零售商销售了200多万份游戏。尽管游戏在2010年1月底发布，但它仍成为了当月第二畅销游戏，售出572,100份，排在任天堂的《新超级马里奥兄弟Wii》之后。
2010年Gamescom，BioWare宣布游戏的PlayStation 3版本正在开发中。微软回应道，尽管失去了游戏独占地位，但Xbox 360仍然是最适合游玩本作的主机，因为游戏与初代《质量效应》兼容，而后者当时只能在Microsoft Windows和Xbox 360系统上运行。PlayStation 3版本分别于2011年1月18日和1月21日在北美和欧洲发行。PlayStation Network版本占PlayStation 3游戏整体销量的10％以上。截至2011年4月，据报道《质量效应》和《质量效应2》合计已在全球销售700多万套。2012年，主系列三款游戏合集《质量效应三部曲》登陆Microsoft Windows、Xbox 360和PlayStation 3平台。2016年，《质量效应2》加入了Xbox One向后兼容的Xbox 360游戏列表中。
新买的游戏会提供一次性使用卡，授予访问代码解锁游戏的塞伯鲁斯网络（Cerberus Network）──一种在线可下载内容和新闻服务，可以为游戏提供奖励内容。但是，购买二手游戏的用户如果想要访问新内容，必须单独为塞伯鲁斯网络付费。此政策有利于发行商打击二手游戏市场。像GameStop这样的公司允许客户将二手游戏卖回给零售商，这样公司就能以低折扣价转售给其他客户，但发行商并不从中获利。BioWare在线开发总监费尔南多·梅洛（Fernando Melo）透露，《质量效应2》所有可下载内容收入的11％来自塞伯鲁斯网络。该政策引起了社区一些粉丝的批评，他们认为可下载内容价格过高，希望开发人员将奖励物品从初始版本中删除。

### 技术问题
在游戏发布后不久，据报道游戏的字体大小被格式化，使得游戏内文本在标准清晰度电视上难以阅读。BioWare有关人员表示，此问题是一个设计选择，而不是程序错误。网站AbleGamers的主席马克·巴雷特（Mark Barlet）主张让残疾人更容易接触到游戏，指出“不仅仅《质量效应2》文本的大小有问题，文本的颜色也有问题”。经过进一步调查，BioWare发表声明承认“在一些标准清晰度电视上，《质量效应2》中的最小文本可能难以阅读”，并表示他们无法通过游戏更新来解决此问题。但他们在以后的游戏中会将其考虑在内。
游戏在单核计算机上还出现了死机、假死机和长时间加载的问题，最终官方发布补丁解决了这些问题。第二个补丁减少了获取升级所需的时间，修复了一些已保存游戏的加载问题，并解决了其他小错误。在PlayStation 3平台，有相当数量的玩家报告称，如果游戏意外崩溃，他们的保存文件可能会损坏。BioWare社区负责人克里斯·普里斯特利（Chris Priestly）要求受到影响的玩家提供有关该问题的详细信息，之后BioWare发布了PlayStation 3补丁，解决保存错误和崩溃问题。

### 可下载内容
从2010年1月至2011年5月，《质量效应2》发行了多个可下载内容（DLC）包以添加新的游戏内容。可下载内容的范围从游戏中的单个角色服装到全新的剧情任务不等。主要的下载包有《影子经纪人之巢》和对系列剧情至关重要的《降临》（Arrival）。在《影子经纪人之巢》中，薛帕德帮助小队前成员莉亚娜·T'苏尼（Liara T'Soni）寻找一个名为影子经纪人的信息经销商。在《降临》中，薛帕德调查了收割者入侵的证据，导致的事件与《质量效应3》相连结。其他与剧情相关的可下载内容包有忠诚任务《扎伊德: 复仇的代价》（Zaeed – The Price of Revenge）、《霞——被盗的记忆》（Kasumi – Stolen Memory）和为游戏增加了五个新任务的《霸王》（Overlord）。
与游戏的Xbox 360和Microsoft Windows版本不同，PlayStation 3版本包括《霞——被盗的记忆》、《霸王》和《影子经纪人之巢》下载包。由于《质量效应》一代最初并未在PlayStation 3上发布，所以BioWare先对PS平台发布了可下载内容包《质量效应：起源》（Genesis），让玩家通过一代游戏的几个主要情节选择来影响游戏故事。玩家通过游戏开始时出现的数字互动漫画做出选择。适用于Microsoft Windows和Xbox 360用户的版本于2011年5月17日发行。游戏的可下载内容受到业界好评，有些DLC在斯派克电子游戏大奖中获提名为最佳DLC。

## 反响

### 专业评价
| 汇总媒体   | 得分                                |
| ---------- | ----------------------------------- |
| Metacritic | PC：94/100 PS3：94/100 X360：96/100 |

| 媒体            | 得分                      |
| --------------- | ------------------------- |
| 1UP.com         | A-                        |
| Edge            | 9/10                      |
| Eurogamer       | 10/10                     |
| Game Informer   | PS3：9.5/10 X360：9.75/10 |
| GamePro         | [ 106 ]                   |
| Game Revolution | A-                        |
| GameSpot        | PS3：8.5/10 X360：9/10    |
| GameSpy         | [ 109 ]                   |
| GameTrailers    | 9.7/10                    |
| IGN             | PS3：9.5/10 X360：9.6/10  |
| Fami通          | PS3：35/40 X360：36/40    |
| GameCritics.com | 7.5/10                    |
| RPGamer         | 4.5/5                     |

《质量效应2》发行后受到业界的普遍赞誉。媒体对游戏的多样化角色、互动式叙事、配音和艺术设计大加赞赏。IGN评测员艾瑞克·布拉德维格（Erik Brudvig）称《质量效应2》是一款非常个人化的游戏，涉及很多情感。他赞扬了导入角色的选择，称整体体验会因使用前作不同的通关存档而发生变化。Eurogamer的汤姆·布拉姆韦尔（Tom Bramwell）强调了社交互动对事件结果的重要性，玩家感受到对他们决策的实际压力。媒体对游戏角色有进一步表扬。《Edge》把他们归因于其复杂的个性和伟大的人格塑造，而Game Revolution指出，忠诚度任务“深入到他们的角色中，让你同情他们所有人”。游戏的视觉效果和氛围也得到赞誉。GameSpot的凯文·范奥德（Kevin VanOrd）评论道《质量效应2》比前作更加细致与黑暗。
他写道：“深红色和发光的靛蓝使某些场景饱和，使它们变得更丰富、更险恶。阴森恐怖的迷雾限制了你在一方任务中的视野，而雨水则倾泻你的另一方。微妙、阴郁的灯光给某些互动带来了很大的影响。”RPGamer的阿德里安·登·欧登（Adriaan den Ouden）认为，与第一部相比，摄影技术提升了对话和过场动画，并说“很难想象它们会在《质量效应3》中变得更好”。评论员也对本作的大型配音演员阵容表达了很高的评价，尤其是马丁·辛对“幻影人”的演绎，被称为“抢尽风头”。Game Informer的安德鲁·雷纳（Andrew Reiner）认为音乐在故事和动作片段中“出色地飘荡着”。游戏的视听表现和设计被认为“远远领先于竞争对手”。
许多出版物称本作改进了前作的游戏玩法。GamePro的约翰·戴维森（John Davison）写道“BioWare在推动角色扮演类型方面取得了令人瞩目的成就，并将不同的游戏风格融入真正令人兴奋的科幻史诗中。”范奥德称赞《质量效应2》拥有前作所缺乏的个性。他指出，射击“更加直接和令人满意，从而使节奏不断变化，并加剧了每次遭遇的暴力事件”。同样地，GameSpy的杰拉德·维罗利亚（Gerald Villoria）观察到初代《质量效应》在RPG和射击游戏之间走了一条路，而《质量效应2》则更加专注射击游戏体验。1UP.com的杰里米·帕里什（Jeremy Parish）认为战斗更平衡，称游戏鼓励玩家在情况需要时使用不同的武器级别和小队能力。然而，一些出版物表达了对游戏简化RPG元素的担忧，称其为“剥离”并有一种“简单化的感觉”。游戏缓慢的行星扫描也受到批评。Game Revolution认为这是一项“无聊的苦差事，缺乏紧张感或挑战，如果你想升级这又是必须的”，但最终得出结论，游戏整体上“未辜负前作，做了足够多的工作”。
业界对PlayStation 3版本的评价类似。由于升级的游戏引擎和额外的可下载内容包，IGN的科林·莫里亚蒂（Colin Moriarty）称其为“游戏的最佳、最完整版本”。相反地，范奥德批评了《霞与被盗的记忆》下载包中的角色江藤霞（Kasumi Goto），指出“她从来没有融入到其全面发展的同伴中”。他还指出，PlayStation 3版本存在技术问题，比如帧率不一致、图形故障和其他小错误，这些问题主要出现在游戏的可下载内容部分。Game Informer评论员乔·朱（Joe Ju）批评对前作的存档导入功能最初未在PlayStation 3上发布，并指出《创世纪》漫画中的决定实际上没有任何背景。批评之余，他也表示游戏本身在PlayStation 3上的效果与在Xbox 360上一样出色。

### 奖项
《质量效应2》获得了多项年终奖项。在第14届年度D.I.C.E.奖中，游戏获得年度最佳游戏、年度角色扮演/大型多人游戏和故事杰出成就奖。在2010年斯派克电子游戏大奖中，游戏获最佳Xbox 360游戏和最佳RPG，BioWare也因其在游戏方面的贡献而获得认可，获得年度最佳工作室奖。在2011年加拿大电子游戏奖中，游戏获得了年度最佳游戏、最佳主机游戏、最佳游戏设计和最佳剧本奖。《质量效应2》获得了其他几个知名奖项，如2011年英国电影和电视艺术学院奖中的最佳游戏奖，2011年游戏开发者选择奖中的最佳剧本奖以及两项金摇杆奖：年度最佳RPG和终极年度游戏。
| 奖项                 | 日期           | 类别                           | 获提名                                                                         | 结果 | 来源            |
| -------------------- | -------------- | ------------------------------ | ------------------------------------------------------------------------------ | ---- | --------------- |
| 游戏评论家奖         | 2009年6月23日  | 最佳表现                       | 《质量效应2》                                                                  | 提名 | [ 123 ] [ 124 ] |
| 游戏评论家奖         | 2009年6月23日  | 最佳主机游戏                   | 《质量效应2》                                                                  | 提名 | [ 123 ] [ 124 ] |
| 游戏评论家奖         | 2009年6月23日  | 最佳角色扮演游戏               | 《质量效应2》                                                                  | 獲獎 | [ 123 ] [ 124 ] |
| 斯派克电子游戏大奖   | 2009年12月12日 | 最受期待游戏                   | 《质量效应2》                                                                  | 提名 | [ 125 ] [ 126 ] |
| 视觉效果协会奖       | 2010年2月10日  | 电子游戏预告片中的出色视觉效果 | 蒂姆·米勒（Tim Miller） 布兰登·里扎（Brandon Riza） 戴夫·威尔逊（Dave Wilson） | 提名 | [ 127 ]         |
| 金摇杆奖             | 2010年10月29日 | 年度RPG                        | 《质量效应2》                                                                  | 獲獎 | [ 121 ]         |
| 金摇杆奖             | 2010年10月29日 | 终极年度游戏                   | 《质量效应2》                                                                  | 獲獎 | [ 122 ]         |
| 斯派克电子游戏大奖   | 2010年12月11日 | 年度游戏                       | 《质量效应2》                                                                  | 提名 | [ 128 ] [ 129 ] |
| 斯派克电子游戏大奖   | 2010年12月11日 | 年度工作室                     | BioWare                                                                        | 獲獎 | [ 128 ] [ 129 ] |
| 斯派克电子游戏大奖   | 2010年12月11日 | 最佳Xbox 360游戏               | 《质量效应2》                                                                  | 獲獎 | [ 128 ] [ 129 ] |
| 斯派克电子游戏大奖   | 2010年12月11日 | 最佳PC游戏                     | 《质量效应2》                                                                  | 提名 | [ 128 ] [ 129 ] |
| 斯派克电子游戏大奖   | 2010年12月11日 | 最佳RPG                        | 《质量效应2》                                                                  | 獲獎 | [ 128 ] [ 129 ] |
| 斯派克电子游戏大奖   | 2010年12月11日 | 最佳原创音乐                   | 《质量效应2》                                                                  | 提名 | [ 128 ] [ 129 ] |
| 斯派克电子游戏大奖   | 2010年12月11日 | 最佳人类男性表演               | 馬田·辛 饰 幻影人                                                              | 提名 | [ 128 ] [ 129 ] |
| 斯派克电子游戏大奖   | 2010年12月11日 | 最佳人类女性表演               | 詹妮弗·黑尔（Jennifer Hale）饰 薛帕德指挥官                                    | 提名 | [ 128 ] [ 129 ] |
| 斯派克电子游戏大奖   | 2010年12月11日 | 最佳人类女性表演               | 伊凡·史漢基 饰 米兰达·罗森                                                     | 提名 | [ 128 ] [ 129 ] |
| 斯派克电子游戏大奖   | 2010年12月11日 | 最佳DLC                        | 《质量效应2：影子经纪人之巢》                                                  | 提名 | [ 128 ] [ 129 ] |
| 互动成就奖           | 2011年2月11日  | 年度游戏                       | 《质量效应2》                                                                  | 獲獎 | [ 130 ]         |
| 互动成就奖           | 2011年2月11日  | 游戏设计杰出成就               | 《质量效应2》                                                                  | 提名 | [ 130 ]         |
| 互动成就奖           | 2011年2月11日  | 故事杰出成就                   | 《质量效应2》                                                                  | 獲獎 | [ 130 ]         |
| 互动成就奖           | 2011年2月11日  | 杰出角色表现                   | 马克·米尔（Mark Meer）饰 男性薛帕德                                            | 提名 | [ 130 ]         |
| 互动成就奖           | 2011年2月11日  | 年度角色扮演/大型多人游戏      | 《质量效应2》                                                                  | 獲獎 | [ 130 ]         |
| 游戏开发者选择奖     | 2011年3月2日   | 年度游戏                       | 《质量效应2》                                                                  | 提名 | [ 120 ]         |
| 游戏开发者选择奖     | 2011年3月2日   | 最佳剧本                       | 《质量效应2》                                                                  | 獲獎 | [ 120 ]         |
| 游戏开发者选择奖     | 2011年3月2日   | 最佳游戏设计                   | 《质量效应2》                                                                  | 提名 | [ 120 ]         |
| 游戏开发者选择奖     | 2011年3月2日   | 最佳技术                       | 《质量效应2》                                                                  | 提名 | [ 120 ]         |
| 游戏开发者选择奖     | 2011年3月2日   | 最佳音效                       | 《质量效应2》                                                                  | 提名 | [ 120 ]         |
| 游戏音频网络协会大奖 | 2011年3月3日   | 最佳原声带                     | 《质量效应2》                                                                  | 提名 | [ 58 ] [ 59 ]   |
| 英国学院游戏奖       | 2011年3月16日  | 艺术成就                       | 《质量效应2》                                                                  | 提名 | [ 57 ]          |
| 英国学院游戏奖       | 2011年3月16日  | 最佳游戏                       | 《质量效应2》                                                                  | 獲獎 | [ 57 ]          |
| 英国学院游戏奖       | 2011年3月16日  | 玩法                           | 《质量效应2》                                                                  | 提名 | [ 57 ]          |
| 英国学院游戏奖       | 2011年3月16日  | 原创音乐                       | 《质量效应2》                                                                  | 提名 | [ 57 ]          |
| 英国学院游戏奖       | 2011年3月16日  | 故事                           | 《质量效应2》                                                                  | 提名 | [ 57 ]          |
| 英国学院游戏奖       | 2011年3月16日  | 2010年游戏奖                   | 《质量效应2》                                                                  | 提名 | [ 57 ]          |
| 加拿大电子游戏奖     | 2011年5月18日  | 年度游戏                       | 《质量效应2》                                                                  | 獲獎 | [ 118 ]         |
| 加拿大电子游戏奖     | 2011年5月18日  | 最佳主机游戏                   | 《质量效应2》                                                                  | 獲獎 | [ 118 ]         |
| 加拿大电子游戏奖     | 2011年5月18日  | 最佳音频                       | 《质量效应2》                                                                  | 提名 | [ 118 ]         |
| 加拿大电子游戏奖     | 2011年5月18日  | 最佳游戏设计                   | 《质量效应2》                                                                  | 獲獎 | [ 118 ]         |
| 加拿大电子游戏奖     | 2011年5月18日  | 最佳技术                       | 《质量效应2》                                                                  | 提名 | [ 118 ]         |
| 加拿大电子游戏奖     | 2011年5月18日  | 最佳视觉艺术                   | 《质量效应2》                                                                  | 提名 | [ 118 ]         |
| 加拿大电子游戏奖     | 2011年5月18日  | 最佳剧本                       | 《质量效应2》                                                                  | 獲獎 | [ 118 ]         |
| 斯派克电子游戏大奖   | 2011年12月10日 | 最佳DLC                        | 《质量效应2：降临》                                                            | 提名 | [ 131 ]         |
| 斯派克电子游戏大奖   | 2012年12月7日  | 十年度最佳游戏                 | 《质量效应2》                                                                  | 提名 | [ 132 ] [ 133 ] |

### 回顾性关注
《质量效应2》在发布数年后继续受到关注。GamesRadar编辑霍兰德·库珀（Hollander Cooper）表示游戏显著改善了前作的技术问题，同时“在不牺牲系列特色的情况下扩展了本就令人印象深刻的世界观”。他接着称游戏是《帝国反击战》的游戏版，很少有续作像《质量效应2》那样轻易地超越原作。游戏对角色以及他们更深层次的压力和内部矛盾的关注受到高度赞扬。Eurogamer的瑞克·莱恩（Rick Lane）称《质量效应2》比前作更黑暗、更温暖、总体上更有人性，指出玩家有责任确保这些角色为最终任务做好准备，否则他们会死。他解释道《质量效应2》是一个漫长的任务，它“努力实现史诗般的巅峰”，在到达巅峰时“不会让人失望”。
《质量效应2》被多个出版物列为有史以来最优秀的电子游戏之一，这些出版物包括《偏锋杂志》（2014年）、IGN（2015年）、Polygon（2017年）和Game Informer（2018年）。2011年，游戏入选过去40年的80个游戏之一，进入史密森尼美國藝術博物館的电子游戏艺术展览。据博物馆介绍，展览探讨了“电子游戏作为一种艺术媒介的40年演变，重点关注引人注目的视觉效果和新技术的创造性使用。”

## 续作
游戏续作《质量效应3》于2012年发行。续作开始于地球，薛帕德指挥官因可下载内容包《降临》中的事件而被拘留。游戏故事受到玩家在一二代游戏中做出的决定的影响。但是，如果薛帕德在《质量效应2》结局时死亡，那么该角色无法导入《质量效应3》。BioWare表示，《质量效应3》是薛帕德故事线的终结，该系列的后续游戏将具有不同的背景。与前作不同，《质量效应3》除了单人战役外还有多人合作游戏模式。游戏受到了媒体的一致好评，但其结局让许多粉丝难以接受，他们认为没有达到预期。